# Cygnet Committee
Cygnet Committee è un brano musicale scritto dell'artista inglese David Bowie, quinta traccia dell'album Space Oddity del 1969.
Il brano venne inciso ai Trident Studios di Londra tra agosto e settembre a partire un demo acustico registrato con John Hutchinson, chitarrista dei Feathers che Bowie aveva formato a fine 1968, in cui era indicato col titolo Lover to the Dawn e che mancavano ancora dell'intensità ritmica, la complessità musicale e lo sfogo anti-hippy presenti nella traccia finale.

## Il brano
Cygnet Committee è una lunga e complessa composizione ispirata a Bob Dylan, con riferimenti a Desolation Row, che esprime la delusione provata da Bowie di fronte alla svendita dei valori del movimento hippy e al fallimento del laboratorio artistico "Growth", fondato nel 1969 a Beckenham con la giornalista del Sunday Times Mary Finnigan e che a suo avviso si era ormai trasformato in una specie di "David Bowie Show".
Il cantante ribadisce il concetto espresso quattro anni prima da Dylan in Subterranean Homesick Blues («Don't follow leaders»), diffidando dal seguire anche i cosiddetti leader "alternativi". Il rifiuto delle figure dei guru continuerà ad essere presente nei suoi testi nei primi anni settanta, così come i riferimenti a 1984 di George Orwell la cui influenza si sentirà anche oltre l'album Diamond Dogs del 1974. Qui il richiamo forse più esplicito è quello alla triste vicenda dei protagonisti del romanzo, Winston e Julia:
Nel novembre 1969 Bowie disse allo scrittore George Tremlett che riteneva Cygnet Committee la canzone migliore dell'album e che sarebbe stata pubblicata come 45 giri se la casa discografica non si fosse opposta. «Volevo farne un singolo ma nessun altro pensava che fosse una buona idea. Beh, forse è un po' lunga. Sono io che faccio delle considerazioni sul movimento hippy, raccontando come è partito bene ma anche come si è rovinato quando gli hippy sono diventati come tutti gli altri, materialisti ed egoisti».
Poche settimane dopo, sulla rivista Music Now! spiegò che la canzone era «un esempio di come si può usare una canzone per attaccare quelli che non sanno che fare di se stessi. Cercare di mostrare alla gente la via da percorrere. Si mettono addosso tutto quello che gli viene detto d'indossare e ascoltano la musica che gli dicono di ascoltare». Nella stessa intervista avvertiva, evocando per la prima volta idee che lo avrebbero ripetutamente ossessionato negli anni seguenti, che «questa nazione reclama un capo. Dio solo sa cosa sta cercando, ma non si rende conto che può andare sotto un Hitler. Questo Paese è pronto per essere sottomesso da chiunque abbia una personalità abbastanza forte da comandare».
Cygnet Committee potrebbe quindi essere vista come una delle prime esplorazioni di Bowie nel pericoloso legame tra moda, carisma, celebrità, pratiche messianiche e estremismo politico, tutti aspetti che avrebbe affrontato negli anni settanta.

## Formazione
- David Bowie - voce, chitarra a 12 corde
- Mick Wayne - chitarra
- Tim Renwick - chitarra elettrica
- Keith Christmas - chitarra acustica
- John "Honk" Lodge - basso
- Tony Visconti - basso
- Herbie Flowers - basso
- John Cambridge - batteria
- Terry Cox - batteria
- Rick Wakeman - clavicembalo

## Cygnet Committeedal vivo
Nei mesi immediatamente successivi alla pubblicazione dell'album la canzone divenne una costante delle performance dal vivo di Bowie e fu eseguita nella sessione BBC registrata il 5 febbraio 1970 per il programma The Sunday Show. In seguito non è mai stata ripresa in nessuno dei tour del cantante.

## Pubblicazioni
Cygnet Committee è presente nelle raccolte Best Deluxe, uscita in Giappone nel 1973, e Bowie at the Beeb del 2000.

## Cover
Max Lorentz ha pubblicato una cover di Cygnet Committee nell'album tributo Kiss You In The Rain - Max Lorentz Sings David Bowie del 2013.